# Blanche Hoschedé-Monet

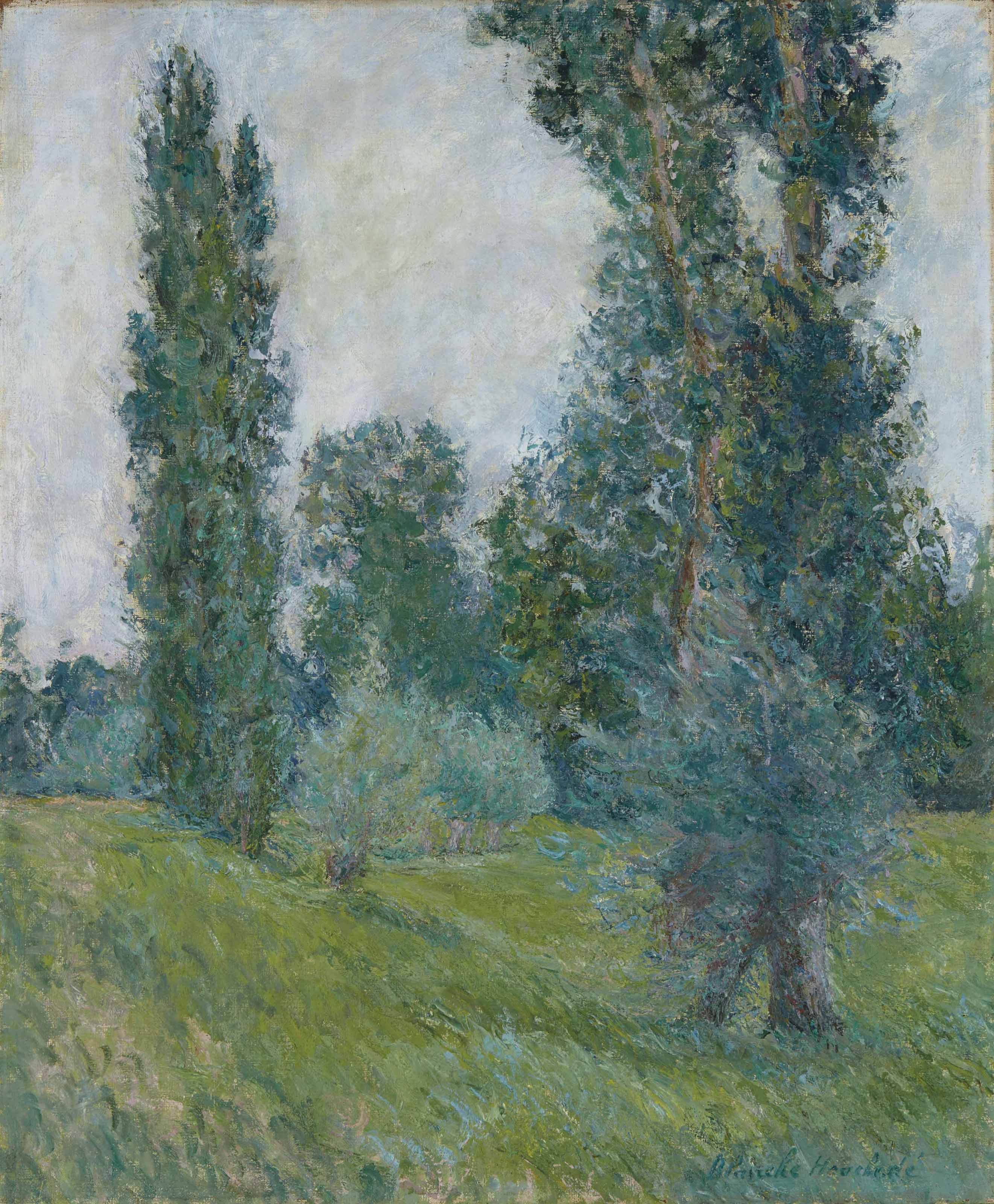
Blanche Hoschedé-Monet: Paysage aux peupliers a Giverny

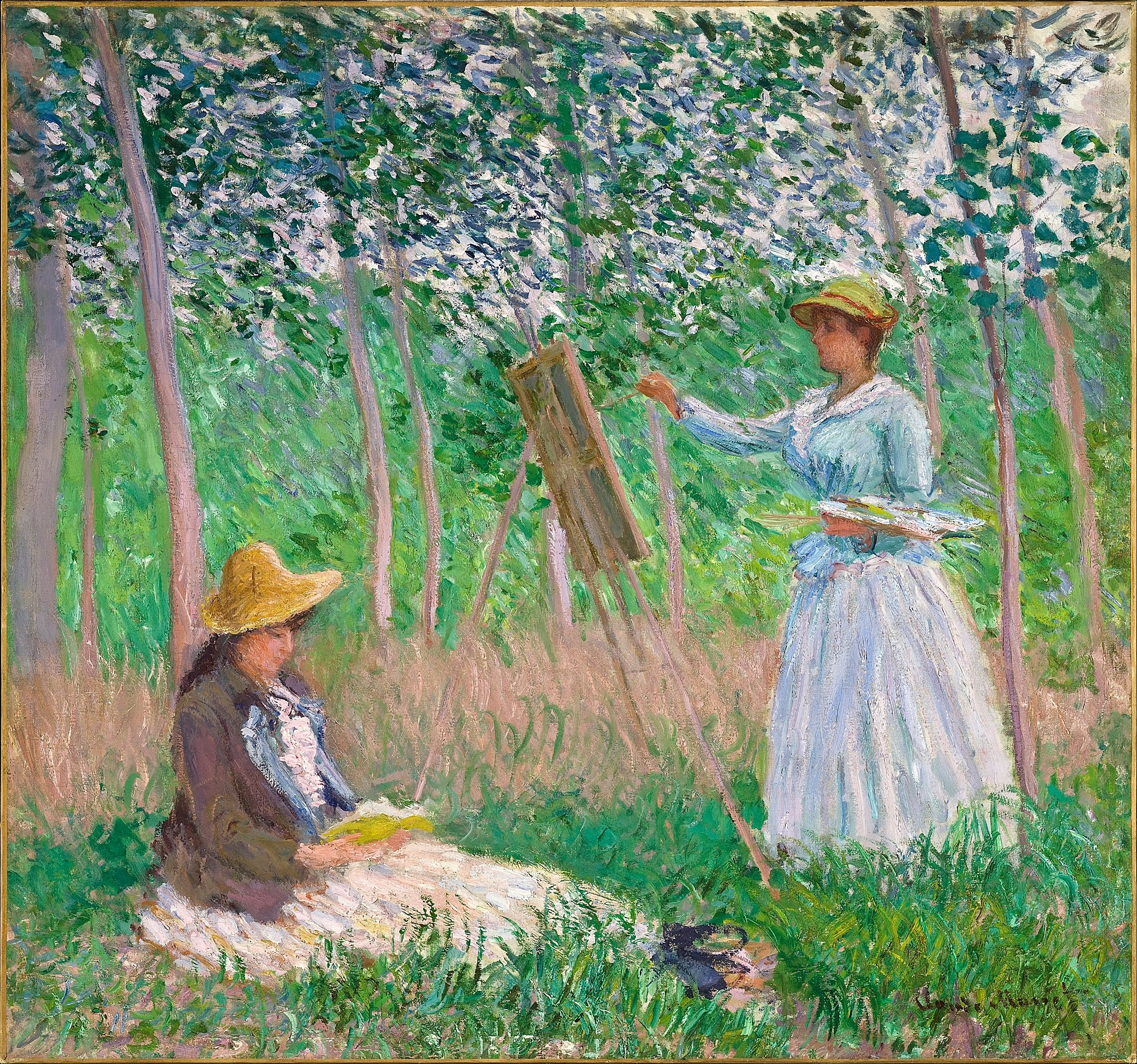
Claude Monet: Blanche Hoschedé an ihrer Staffelei mit der lesenden Suzanne Hoschedé

Blanche Hoschedé-Monet (geboren am 12. November 1865 in Paris; gestorben am 10. Dezember 1947 in Nizza) war eine französische Malerin. Sie lebte zunächst als Stiefkind und dann als Schwiegertochter mehrere Jahrzehnte im Haus des Malers Claude Monet, dessen Arbeiten ihre eigenen Bilder beeinflussten.

## Leben
Blanche Hoschedé kam 1865 als zweite Tochter des Unternehmers Ernest Hoschedé und seiner Frau Alice, geborene Raingo, in Paris zur Welt. Ihr Vater trug eine bedeutende Kunstsammlung zusammen und kannte mehrere zeitgenössische Maler persönlich. 1876 besuchte der Maler Claude Monet die Familie auf ihrem Landsitz Schloss Rottembourg in Montgeron. Zu den Werken Monets in der Sammlung Hoschedé gehörte auch das bekannte Gemälde Impression, Sonnenaufgang. 1877 geriet Ernest Hoschedé in finanzielle Schwierigkeiten und musste vor seinen Gläubigern kurzzeitig nach Belgien flüchten. Die elterliche Kunstsammlung wurde 1878 versteigert. Die Mutter Alice Hoschedé zog mit ihren sechs Kindern zu Claude Monet nach Vétheuil. Nachdem Monets kranke Frau Camille 1879 gestorben war, lebten Alice Hoschedé und Claude Monet die Folgejahre als unverheiratetes Paar zusammen mit den Kindern aus beiden Ehen. Nach dem Tod Ernest Hoschedés 1891 heirateten Claude Monet und Alice Hoschedé im Jahr 1892. Claude Monet war nun offiziell der Stiefvater von Blanche Hoschedé.
Blanche Hoschedé bewunderte früh das Werk von Monet und begann Anfang der 1880er Jahre selbst zu malen. Im Sommer 1882 hielt sie sich in den Ferien mit Monet in Pourville an der Küste der Normandie auf. Ab 1883 lebte die Familie Hoschedé-Monet in Giverny. Blanche Hoschedé stand ab 1883 Monet mehrfach Modell. Sie assistierte Monet beim Malen und wurde von ihm zu eigenen Bildern angeregt, ohne jedoch in eine künstlerische Richtung gedrängt zu werden. Sie war nicht seine offizielle Schülerin und hat auch keine andere künstlerische Ausbildung erhalten, sondern ihre Malerei weitestgehend als Autodidaktin weiterentwickelt. Es entstanden vor allem Landschaftsbilder in Giverny und im Tal der Seine, die einen Pinselduktus im Stil des Impressionismus zeigen.
In Giverny hatte Blanche Hoschedé Kontakt zur amerikanischen Künstlerkolonie. Mit dem Maler John Leslie Breck verband sie eine kurze Liebesbeziehung, die von ihrem Stiefvater Claude Monet nicht geduldet wurde. Breck ging 1890 zurück in die Vereinigten Staaten. Der Maler Theodore Earl Butler heiratete 1892 ihre Schwester Suzanne Hoschedé, nach deren Tod 1899 ehelichte er die Schwester Marthe Hoschedé. Sie selbst heiratete 1897 Jean Monet, den ältesten Sohn von Claude Monet. Seitdem ist sie als Blanche Hoschedé-Monet bekannt. Jean Monet arbeitete als Chemiker im Unternehmen seines Onkels Léon Monet. Das Paar lebte zunächst in Rouen, wo es in der Rue de Renard 239 eine Wohnung bezog, später in Beaumont-le-Roger. In den Ehejahren setzte sie ihre Malerei fort; sie blieb dabei stilistisch dem Vorbild Claude Monet verbunden. Ab 1905 stellte sie regelmäßig im Pariser Salon des indépendants aus und ab 1907 zeigte sie in Rouen im regionalen Salon des artistes rouennais ihre Werke.
Nach dem Tod ihrer Mutter Alice Hoschedé-Monet 1911 und ihres Mannes Jean Monet 1914 zog Blanche Hoschedé-Monet nach Giverny zu ihrem Schwiegervater. Sie gab die Malerei vorerst auf und kümmerte sich um Claude Monet. Der mit Claude Monet befreundete Staatsmann Georges Clemenceau gab ihr den Spitznamen l’ange bleu (deutsch Der blaue Engel), da sie den Maler in der letzten Lebensphase umsorgte.
Nach Claude Monets Tod 1926 nahm sie ihre Malerei wieder auf und entwickelte dabei eine etwas naturalistischere Malweise. Sie besuchte zwischen 1927 und 1929 wiederholt Clemenceau in Saint-Vincent-sur-Jard und schuf dort mehrere Bilder. Andere Reisen führten sie in die Bretagne, an die Küste der Normandie, in die Auvergne, die Provence, an die Côte d’Azur und nach Italien. Neben Landschaftsbildern schuf sie zudem Stillleben und Interieurs.
Blanche Hoschedé-Monet wohnte bis zu ihrem Lebensende in Claude Monets Haus in Giverny. Sie empfing dort Gäste wie Pierre Bonnard, Paul Signac und Édouard Vuillard und kümmerte sich um den Erhalt der Gartenanlagen mit dem berühmten Seerosenteich. Sie starb im Winter 1947 während eines Kuraufenthaltes in Nizza. Ihr Grab befindet sich auf dem Dorffriedhof von Giverny. Monets Haus ging danach in den Besitz ihres Schwagers Michel Monet über, der es 1966 dem Institut de France vermachte.
2010 widmete das Musée de Louviers Blanche Hoschedé-Monet eine Einzelausstellung. Werke von ihr finden sich im Musée d’Orsay und im Musée Marmottan Monet in Paris, dem Musée des Augustins in Toulouse, dem Musée Toulouse-Lautrec in Albi und dem Musée des beaux-arts de Rouen. Weitere Werke finden sich im städtischen Museum von Vernon, das seit 2024 die Bezeichnung Musée Blanche Hoschedé-Monet trägt.

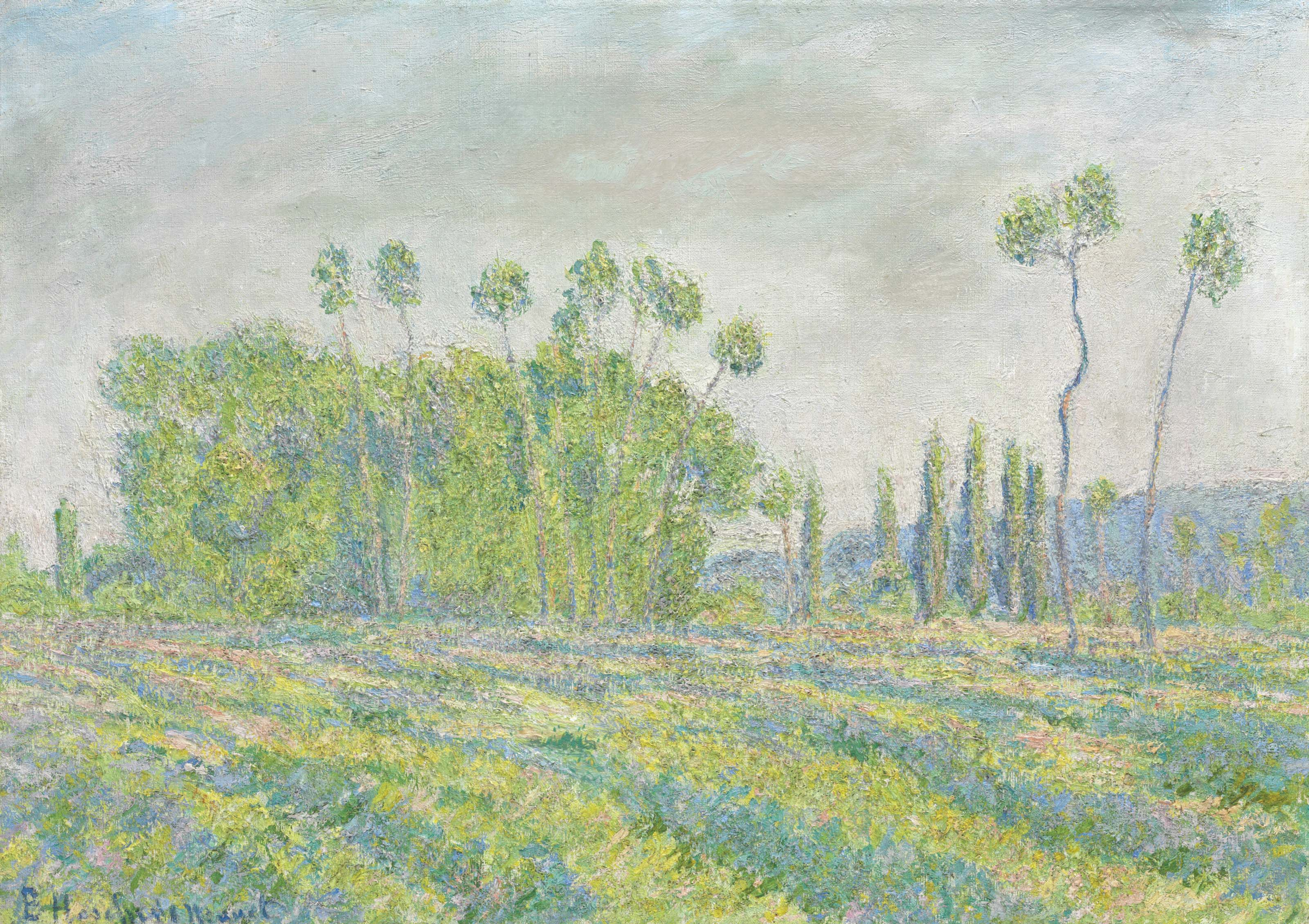
Blanche Hoschedé-Monet: Giverny, Peupliers des Ajoux
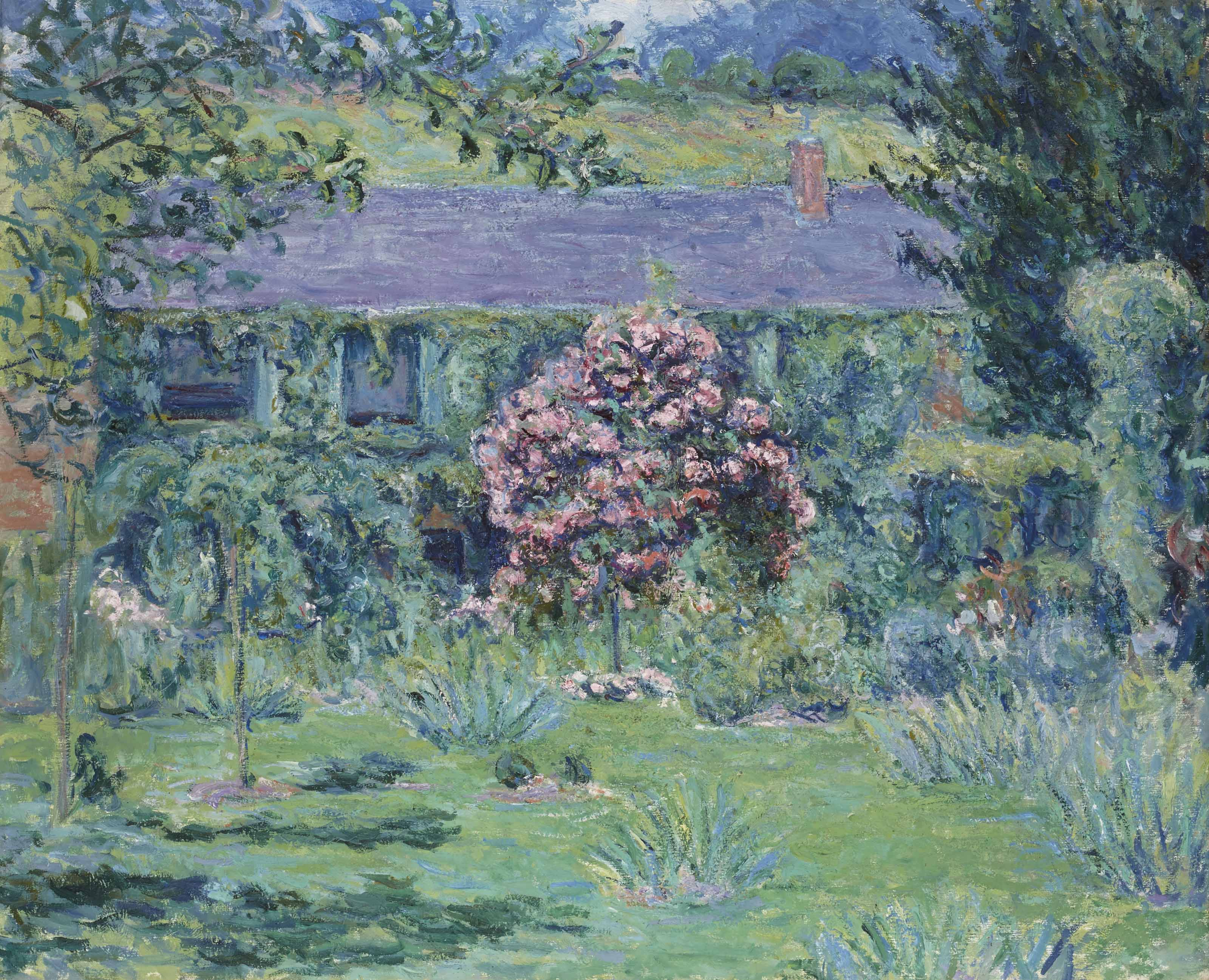
Blanche Hoschedé-Monet: La maison de Monet a Giverny
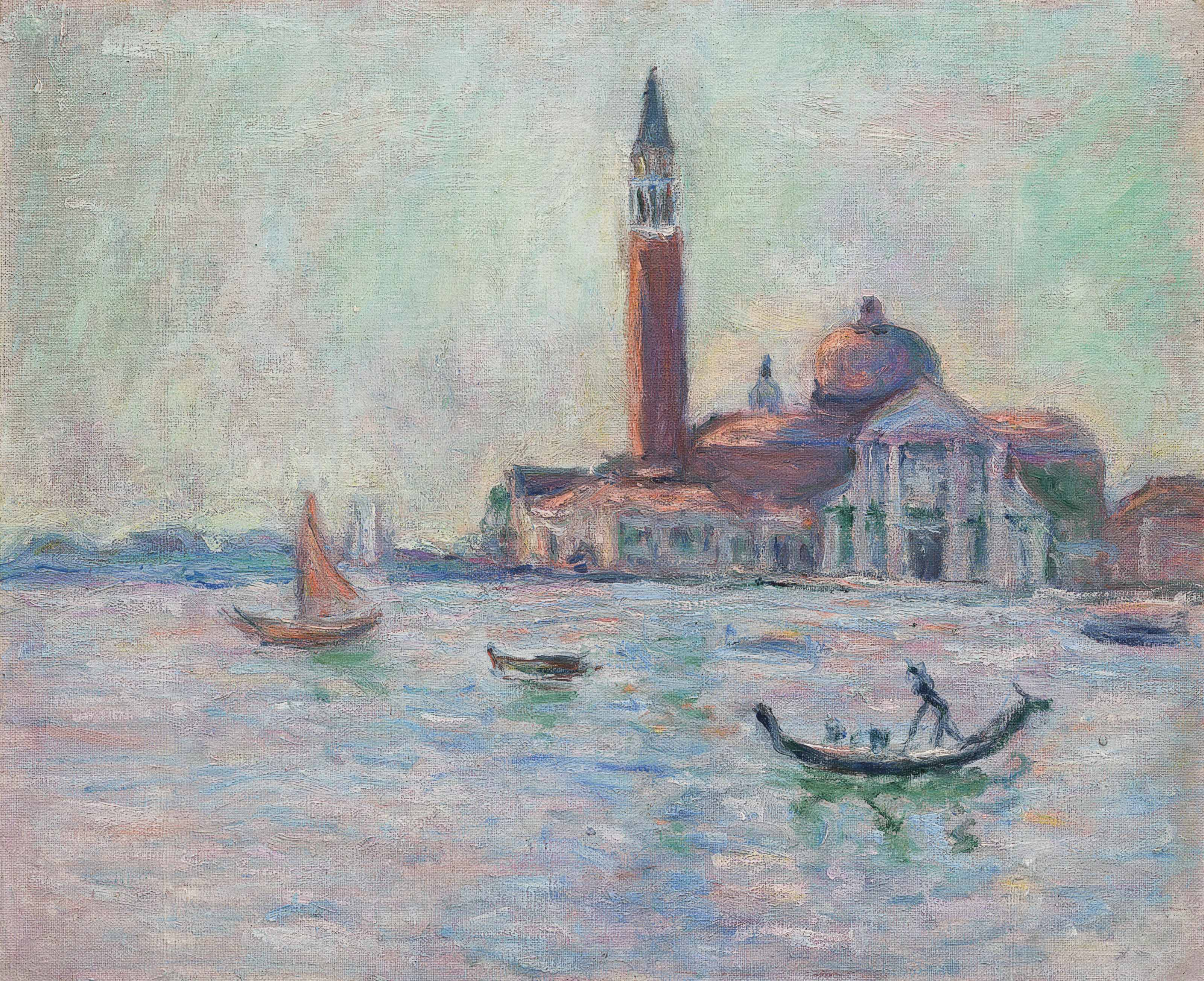
Blanche Hoschedé-Monet: Venise la Salute
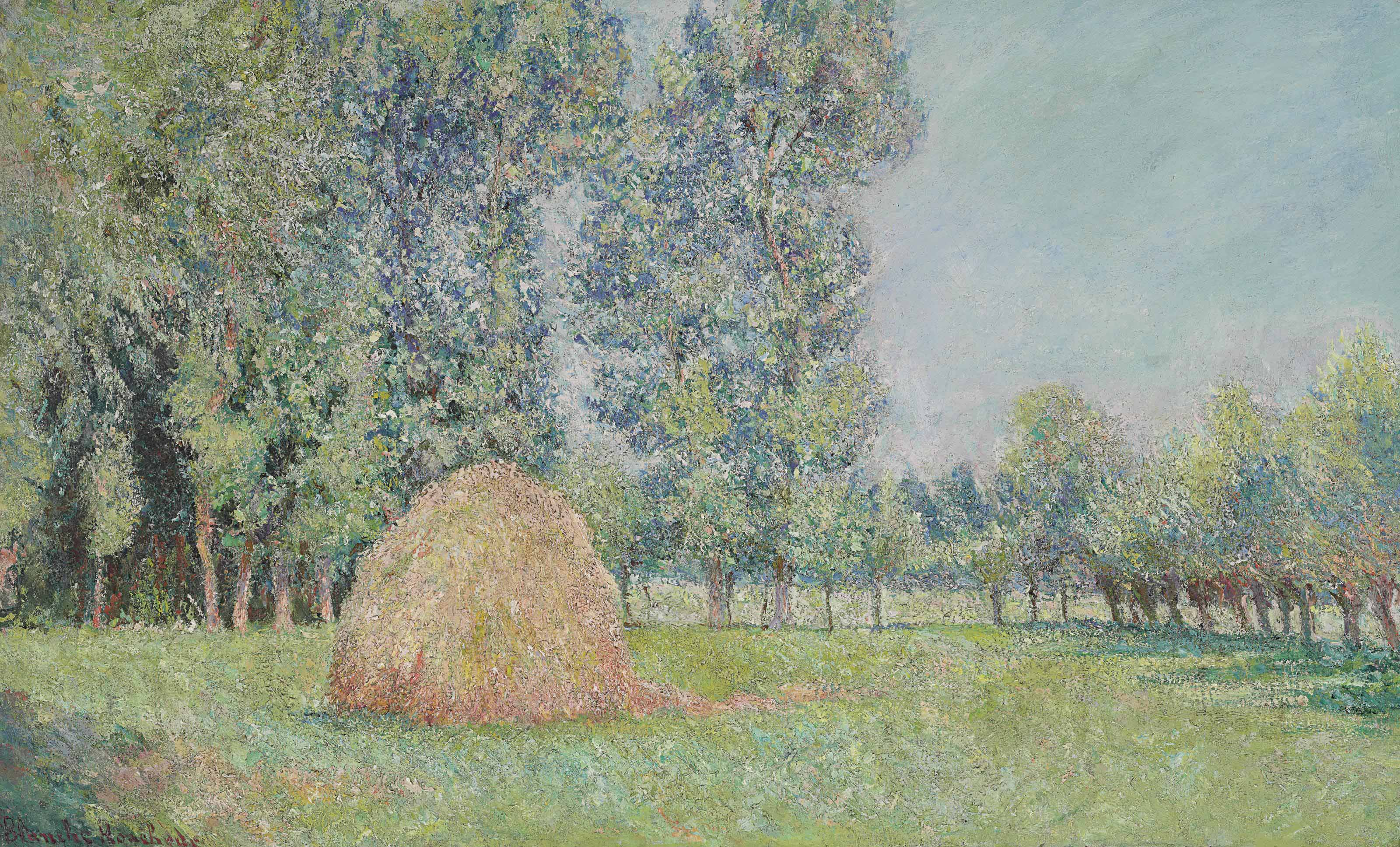
Blanche Hoschedé-Monet: La meule, Plaines des Ajoux, Giverny